# Kamakhya
Kamakhya és una serralada i una muntanya dins d'aquesta, al districte de Kamrup a Assam a uns 4 km a l'oest de Gawhati que forma el Districte Metropolità de Kamrup, i a la vista del Brahmaputra entre aquest riu i el seu afluent el Kalang. L'altura mitjana és de menys de 500 msnm. La muntanya del grup anomenada Kamakhya Parbat o Nilachal té el temple de Kamakhya que localment és el nom donat a la deessa Durga o Sati; és el nom de la deessa el que es dona tant a la muntanya com a la serralada i no a l'inrevés. S'hi fan fires i pelegrinatges tres vegades l'any (finals de desembre o gener, primavera o agost i setembre o tardor). La tradició diu que el temple fou fundat per Naraka, un príncep del temps del Mahabharata, i reconstruït per Nar Narayan el 1565.